# Philip Yun
Philip Yun (27 de diciembre de 1987) es un deportista estadounidense que compitió en taekwondo. Ganó una medalla de bronce en los Juegos Panamericanos de 2015 en la categoría de +80 kg.

## Palmarés internacional
| Juegos Panamericanos | Juegos Panamericanos | Juegos Panamericanos | Juegos Panamericanos |
| Año                  | Lugar                | Medalla              | Categoría            |
| -------------------- | -------------------- | -------------------- | -------------------- |
| 2015                 | Toronto (Canadá)     | Medalla de bronce    | +80 kg               |